# Пімозид
Пімозид — синтетичний антипсихотичний препарат, що є похідним дифенілбутилпіперидину, для перорального застосування. Пімозид уперше синтезований у Бельгії в лабораторії компанії «Janssen Pharmaceutica» у 1963 році.

## Фармакологічні властивості
Пімозид — синтетичний антипсихотичний препарат, що є похідним дифенілбутилпіперидину, для прийому всередину. Механізм дії препарату полягає у специфічній блокаді D1 та D2—дофамінових рецепторів, має вищу спорідненість до нігростріарної, чим до мезокортиколімбімбічної та тубероінфундибулярної дофамінергічних систем. Пімозид має здатність припиняти галюцинації та маячні ідеї, покращує контакт із хворим, стабілізує психічну діяльність, покращує ініціативність та інтерес до оточення у хворого. Снодійний ефект препарату незначний. Пімозид значно рідше, чим галоперидол, викликає сонливість та екстрапірамідні розлади, та частіше викликає побічні ефекти з боку серцево-судинної системи. Пімозид має антипсихотичний, гіпотермічний, протиблювотний, адреноблокувальний, каталептогенний, седативний та гіпотензивний ефекти, потенціює дію снодійних препаратів і анальгетиків.

### Фармакокінетика
Пімозид відносно повільно всмоктується у шлунково-кишковому тракті, максимальна концентрація препарату досягається протягом 6—8 годин. Початок дії препарату починається через 2 години після перорального прийому. Біодоступність пімозиду становить близько 50%. Пімозид добре проникає через гематоенцефалічний бар'єр. Пімозид проникає через плацентарний бар'єр та виділяється в грудне молоко. Метаболізується препарат у печінці. Виділяється пімозид із організму переважно із сечею та частково з калом. Період напіввиведення препарату становить 55—110 годин, цей час може змінюватися при порушеннях функції печінки.

## Показання до застосування
Пімозид застосовується при шизофренії, параноїдних станах, психотичних та невротичних станах з ознаками параної, пригнічення голосових та рухових тиків при синдромі Туретта у дорослих та дітей старших 12 років і при непереносимості галоперидолу.

## Побічна дія
Під час застосування пімозиду можливі наступні побічні ефекти:
- З боку шкірних покривів — висип на шкірі, свербіж шкіри, зміна кольору шкіри, набряк обличчя.
- З боку травної системи — часто сухість у роті, закреп; рідко нудота, блювання, діарея, втрата апетиту, зхуднення, обтураційна жовтяниця.
- З боку нервової системи — нечасто головний біль, депресія, зміни настрою та поведінки, порушення зору, сонливість, екстрапірамідні розлади (як паркінсонічні, так і дистонічні, у тому числі порушення мови, спазми м'язів, порушення рівноваги, тремор кінцівок).
- З боку статевої системи — порушення потенції, набряк та болючість молочних залоз, патологічна секреція молока.

Найнебезпечнішими побічними ефектами є побічні явища з боку серцево-судинної системи. Препарат може викликати подовження інтервалу QT, причиною чого може бути здатність пімозиду блокувати кальцієві канали. Описані випадки раптової смерті у хворих шизофренією, що приймали пімозид в дозі 60 мг. Частіше схожі ефекти виникають під час приймання з препаратами, що мають токсичний вплив на серцево-судинну систему (включно з флуоксетином). При застосуванні пімозиду можливі також ортостатична гіпотензія та шлуночкові аритмії.

## Протипокази
Пімозид протипоказаний при підвищеній чутливості до препарату або інших нейролептиків, вагітності, годуванні грудьми, при наявності в анамнезі аритмій або вродженого синдрому подовження інтервалу QT. Препарат не рекомендується застосовувати сумісно із препаратами, що викликають подовження інтервалу QT. З обережністю препарат застосовують дітям віком до 12 років та у хворих із порушенням функції печінки.

## Форми випуску
Пімозид випускається у вигляді таблеток по 0,001 та 0,004 г. Станом на 2014 рік в Україні даний препарат не зареєстрований.